# Ваяна 2
«Ваяна 2» (англ. Moana 2) — американський анімаційний музично-пригодницький фільм, створений Walt Disney Animation Studios. Сценаристом і режисером фільму став Девід Деррік-молодший, для якого стрічка стала режисерським дебютом. Ауліі Кравальйо та Двейн Джонсон повернулися до озвучення ролей Ваяни та Мауї.
Прем'єра «Ваяна 2» в США відбулася 27 листопада 2024 року, а в Україні — 28 листопада 2024 року.
Це продовження мультфільму 2016 року, що спершу створювалося як серіал для Disney+. Ваяна та Мауї знову відправляються у подорож разом з командою незвичайних моряків. Пригода починається з несподіваного поклику від пращурів-мандрівників, який веде Ваяну до далеких морів Океанії на пошуки зниклого острова.
Попри неоднозначні відгуки критиків, фільм заробив 1,01 мільярда доларів у всьому світі, перевершивши свого попередника і ставши третім за касовими зборами фільмом 2024 року.

## Сюжет
Після попередньої пригоди Ваяна досліджує нові острови в надії знайти інших людей. Вона отримує видіння від свого предка Таутая Васи, який каже їй, що причина, чому ніхто більше не пов'язаний з океаном, полягає намірах злого бога шторму Нало. Колись Нало хотів влади над смертними, тому затопив містичний острів під назвою Мотуфету, через який усі інші острови пов'язані. Таутай попереджає, що Ваяна повинна знайти спосіб підняти острів, інакше її домівка стане безлюдною. Щоб знайти острів, Ваяна збирає команду з майстрині Лото, фанатки героя Мауї Моні та сварливого старого Кеке, а також її домашнього поросяти Пуа та півня Ай-Ая.
Тим часом Мауї шукає Мотуфету сам, оскільки має давню образу на Нало. Та його схоплює поплічниця Нало, на ім'я Матанґі. Побоюючись, що Ваяна наразиться на небезпеку, Мауї не кличе її на допомогу, хоча знає, що дівчина могла б його врятувати.
Ваяна та її команда стикаються з племенем какамора, які розповідають, що через Нало вони втратили зв'язок з рідним островом. Один із них, Коту, допомагає екіпажу знерухомити велетенського молюска, який потім доставляє їх до лігва Матанґі. Поки команда знаходить Мауї, Ваяна зустрічає Матанґі, яка не хоче служити Нало. Матанґі допомагає Ваяні втекти та возз'єднатися з Мауї та її друзями, перш ніж відправити їх до Нало.
Незабаром Мауї виявляє, що царство Нало дуже небезпечне. Група потрапляє в засідку, і їх викидає на берег відокремленого острова. Ваяна починає впадати у відчай, але Мауї заохочує її не здаватися. Група планує змусити Мауї підняти острів із дна, а Ваяна повинна торкнутися до острова. Відремонтувавши пліт, команда пливе до Нало.
Нало намагається завадити, та Ваяна змушує Мауї підняти острів настільки, щоб змогти торкнутися до нього. Хоча Нало вдається позбавити Мауї його сил до того, як острів підніметься, Ваяна встигає дістати до нього рукою. Нало вбиває дівчину, та Мауї прикликає на допомогу предків Ваяни й вони відроджують її як напівбогиню. Ваяна отримує татуювання, як у Мауї, повертає йому сили та піднімає Мотуфету повністю, відновивши зв'язок між океаном і смертними.
Ваяна повертається додому, і на її честь влаштовують свято. У сцені в середині титрів Нало збирається покарати Матанґі за те, що вона допомогла Ваяні. Незабаром їх відвідує Таматоа, який хоче приєднатися до їхньої справи, щоб помститися Ваяні.

## У ролях
| Актор                         | Роль                                       | Актор українського дубляжу                            |
| ----------------------------- | ------------------------------------------ | ----------------------------------------------------- |
| Ауліі Кравальйо               | Ваяна                                      | Маргарита Мелешко                                     |
| Двейн Джонсон                 | Мауї                                       | Олег Михайлюта                                        |
| Темуера Моррісон              | Туї (батько Ваяни, голова острову Мотунуї) | Євген Сінчуков                                        |
| Ніколь Шерзінгер              | Сіна (мати Ваяни)                          | Аліна Проценко                                        |
| Халісі Ламберт-Цуда           | Сімеа (молодша сестра Ваяни)               | Кіра Котляр                                           |
| Роуз Матафео                  | Лото                                       | Катерина Манузіна                                     |
| Девід Фейн                    | Келе                                       | Олександр Ігнатуша                                    |
| Хуалалай Чунг                 | Моні                                       | Валентин Музиченко                                    |
| Рейчел Гаус                   | Тала (бабця Ваяни)                         | Ірина Дорошенко                                       |
| Аухімай Фрейзер               | Матанґі                                    | Юлія Перенчук                                         |
| Джеральд Ремсі                | Таутай Васа                                | Петро Сова                                            |
| Алан Тьюдік                   | півник Ай-Ай                               | Алістер Ебелл                                         |
| Джемейн Клемент               | Таматоа                                    | Дмитро Гарбуз                                         |
| Тофіга Фепулеаі               | Нало                                       | В'ячеслав Дудко                                       |
| Жасмін Джонсон, Тіана Джонсон | Фанатки Ваяни                              | Олександра Ленченко, Домініка Дягель, Соломія Лисенко |
| Ата Джонсон                   | Селянин                                    | Едуард Кіхтенко                                       |

Ролі також дублювали:
А також: Айна Вільберг, Ольга Нека, Майя Товстоус, Роман Солошенко, Микола Антонов, Анастасія Чумаченко, Тетяна Піроженко, Євген Анишко, Данило Скорняков, Лев Сівов, Кіра Сівкова, Микола Парадовський, Вячеслав Рубель, Володимир Трач, Сергій Юрченко, Надія Хільська, Антон Кобилко.

### Український дубляж
Студія: Le Doyen Studio
Режисерка дубляжу: Анна Пащенко
Перекладачка: Анна Пащенко
Музична керівниця: Тетяна Піроженко
Переклад пісень: Анна Пащенко
Мікс-студія: Shepperton International
Творча консультантка: Aleksandra Janikowska
Пісні:
«Наш дім» — Маргарита Мелешко та інші
«За небокрай» — Маргарита Мелешко та Ірина Дорошенко
«Що в світі ліпше за це» — Маргарита Мелешко, Валентин Музиченко, Катерина Манузіна, Олександр Ігнатуша
«Рушай» — Валентина Лонська
"Ану крикни «чі-ху» — Олег Михайлюта
«За небокрай (Реприза)» — Маргарита Мелешко
«Шукай нове (Те Fenua te Malie)» — Маргарита Мелешко

## Виробництво

### Розробка
У грудні 2020 року на заході Disney Investor Day керівництво студії Walt Disney Animation Studios повідомило про початок роботи над продовженням «Ваяни» у вигляді серіалу. Прем'єра була запланована на платформі Disney+ у 2023 році. У серпні 2021 року було зазначено, що Оснат Шурер знову займеться продюсуванням. У січні 2022 року було прийнято рішення про призначення Девіда Дерріка-молодшого сценаристом і режисером другого фільму. До цього він виконував функції художника-розкадровника в першій частині.
У лютому 2024 року генеральний директор Disney Боб Айґер повідомив про трансформацію телесеріалу «Ваяна» у повнометражний сиквел «Ваяна 2».

### Музика
Автор пісень Лін-Мануель Міранда, який був номінований на «Оскар», не повернувся до роботи над музикою для продовження. Натомість пісні були створені чотирма композиторами, зокрема авторським дуетом Ебігейл Барлоу та Емілі Бер, які стали відомими у 2022 році після створення неофіційного мюзиклу Бріджертон у TikTok.

### Кастинг
Після рішення про створення повнометражного фільму, було підтверджено, що актори Ауліі Кравальйо та Двейн Джонсон повернуться до своїх ролей Ваяни та Мауї відповідно. На Міжнародному фестивалі анімаційних фільмів в Ансі стало відомо, що Темеура Моррісон і Ніколь Шерзінгер повторять свої ролі батьків Ваяни. До акторського складу додали Халісі Ламберт-Цуда, яка зіграє роль сестри Ваяни, а також Роуз Матафео, Девід Фейн та Хуалалай Чунг, які виконають ролі членів команди, що допомагають Ваяні.

## Прем'єра
Прем'єра «Ваяна 2» в США відбулася 27 листопада 2024 року, а в Україні — 28 листопада 2024 року. Мультфільм «Ваяна 2» заробив $221 млн за п'ять днів прокату в США — це найбільший п'ятиденний дебют Дня подяки, який перевершив показники анімаційного фільму «Брати Супер Маріо в кіно» ($204,6 млн), а також оформив найкасовіший дебют для мультфільмів Disney. Загальна світова каса за цей період склала $386 млн.

### Маркетинг
Перший трейлер фільму було опубліковано 29 травня 2024 року, через місяць після його першої презентації на CinemaCon. Він приніс черговий рекорд з переглядів для студії Disney, зібравши 178 млн переглядів за 24 години — перегляди фіксувались виключно в Інтернеті (через TikTok, YouTube, X, Instagram, Facebook і Snapchat).
14 червня 2024 року в рамках Міжнародного фестивалю анімаційних фільмів в Ансі відбувся показ короткого огляду мультфільму.
Презентація «Ваяна 2» почалася з пісні у виконанні Кравальйо «We're Back», нового оригінального треку для стрічки. На сцені до неї приєдналися танцюристи та барабанники з Nonosina Polynesia під керівництвом Тіани Ліуфау, яка створила анімаційну хореографію для обох частин «Ваяни».

## Сприйняття
На агрегаторі рецензій Rotten Tomatoes 61 % критиків дали позитивні відгуки з середньою оцінкою 5,9/10. Консенсус вебсайту такий: «На хвилі приголомшливої анімації, навіть коли її історія йде нанівець, „Ваяна 2“ не така натхненна, як оригінал, але все одно захоплює як барвиста пригода». Metacritic присудив середню оцінку 58 балів зі 100, що відповідає «змішаним або посереднім» оцінкам.
Згідно з рецензією Венді Іде з The Guardian, історія, спочатку задумана як серіал для Disney+, відносно зручно вписується у формат повнометражного фільму, хоча їй бракує пояснень. Сюжет трохи безладний, але самодостатній і сама Ваяна лишається його окрасою як безстрашна принцеса.
Кріс Клімек у The Washington Post навпаки наголосив, що «Ваяна 2» — це просто «заглушка» у графіку випуску фільмів від Disney. В той час як пісні добре виконані, сюжету бракує зв'язності. Ваяна в цьому фільмі постає вже як очільниця команди мандрівників, що витісняє дружні стосунки з Мауї, які були між ними в першому фільмі. Загалом, на його думку, «Ваяна 2» — необов'язкове продовження, що майже в усьому поступається оригіналу.
Денис Федорук на сайті ITC.ua похвалив красу графіки та гумор, але сюжет описав невиразним, а персонажів — надто млявими у розвитку. Проте, за його висновком, «візуальна краса і пригодницький запал нівелюють творчу безпорадність авторів». «Ваяна 2» очікувано слабша за перший фільм, що не стає їй перешкодою бути достатньо захопливою для дітей.

## Нагороди та номінації
| Рік  | Премія                                                   | Категорія                                                                           | Номінант                                                                                 | Результат    | Дж.    |
| ---- | -------------------------------------------------------- | ----------------------------------------------------------------------------------- | ---------------------------------------------------------------------------------------- | ------------ | ------ |
| 2024 | Відзначення Азійсько-Тихоокеанського кіно та телебачення | Найкращий анімаційний фільм                                                         | Девід Деррік-мол., Джейсон Генді, Дана Леду Міллер, Крістіна Чен та Іветт Меріно         | Перемога     | [ 24 ] |
| 2024 | Асоціація кінокритиків Вашингтона                        | Найкраще озвучення                                                                  | Ауліі Кравальйо                                                                          | Номінація    | [ 25 ] |
| 2025 | Енні                                                     | Найкращі анімаційні ефекти в анімаційному фільмі                                    | Сантьяго Роблес, Марк Браянт, Дебора Карлсон, Джейк Райс та Ієн Дж. Куні                 | В очікуванні | [ 26 ] |
| 2025 | Енні                                                     | Найкраща анімація персонажів у повнометражному фільмі                               | Браян Скотт                                                                              | В очікуванні | [ 26 ] |
| 2025 | Енні                                                     | Найкращий дизайн персонажів у повнометражному фільмі                                | Джеремі Мілтон та Майкл Луїс Гілл                                                        | В очікуванні | [ 26 ] |
| 2025 | Енні                                                     | Найкращий монтаж в анімаційному фільмі                                              | Маурісса Горвіц, Девід Сазер, Фіона Тот та Джонатан Варго                                | В очікуванні | [ 26 ] |
| 2025 | Енні                                                     | Найкраще розкадрування в анімаційному фільмі                                        | Раян Ґрін                                                                                | В очікуванні | [ 26 ] |
| 2025 | Чорна котушка                                            | Найкраще озвучення                                                                  | Двейн Джонсон                                                                            | В очікуванні | [ 27 ] |
| 2025 | Премія товариства фахівців із візуальних ефектів         | Найкращі візуальні ефекти в анімаційному фільмі                                     | Карлос Кабрал, Такер Ґілмор, Ієн Ґудінґ, Ґабріела Ернандес                               | В очікуванні | [ 28 ] |
| 2025 | Премія товариства фахівців із візуальних ефектів         | Найкращі симуляції ефектів в анімаційному фільмі                                    | Зоран Стояноскі, Джессі Еріксон, Шамінта Каламба Араччі, Ерін В. Рамос                   | В очікуванні | [ 28 ] |
| 2025 | Премія Товариства композиторів і авторів пісень          | Найкраща оригінальна пісня для комедійного або музичного візуального медіа-продукту | «Beyond» — авторки Емілі Бер та Ебігейл Барлоу                                           | В очікуванні | [ 29 ] |
| 2025 | NAACP Image Award                                        | Найкращий анімаційний фільм                                                         | Ваяна 2                                                                                  | В очікуванні | [ 30 ] |
| 2025 | Золотий глобус                                           | Найкращий анімаційний фільм                                                         | Ваяна 2                                                                                  | Номінація    | [ 31 ] |
| 2025 | Hollywood Music in Media Awards                          | Найкраща оригінальна пісня в анімаційному фільмі                                    | «Beyond» — авторок Емілі Бер та Ебігейл Барлоу; виконання — Ауліі Кравальйо              | Номінація    | [ 32 ] |
| 2025 | Hollywood Music in Media Awards                          | Найкраща оригінальна пісня в анімаційному фільмі                                    | «Can I Get a Chee Hoo?» — авторок Ебігейл Барлоу та Емілі Бір; виконання — Двейн Джонсон | Номінація    | [ 32 ] |